# Raveniola ferghanensis
Raveniola ferghanensis is een spinnensoort in de taxonomische indeling van de bruine klapdeurspinnen (Nemesiidae).
Raveniola ferghanensis werd in 1984 beschreven door Zonstein.